# Notodonta idea-trotzigae
Notodonta idea-trotzigae är en fjärilsart som beskrevs av Felix Bryk 1942. Notodonta idea-trotzigae ingår i släktet Notodonta och familjen tandspinnare. Inga underarter finns listade i Catalogue of Life.